# Anableps microlepis
Espèce
Statut de conservation UICN

 LC  : Préoccupation mineure
Anableps microlepis est une espèce centraméricaine et sud-américaine de poissons d'eau douce et saumâtre de la famille des Anablepidae.

## Répartition
Ce poisson se rencontre dans les eaux côtières de l'océan Atlantique, de Trinité et Tobago jusqu'au Sud-Est du Brésil,. Il vit principalement dans les environnements saumâtres tels que les estuaires, les marais de mangrove et les vasières de marée.

## Description
Anableps microlepis peut mesurer jusqu'à 32 cm de longueur totale,. Mais sa taille habituelle est d'environ 15 cm. Son poids maximal enregistré est de 500 g.
Il se nourrit principalement de matière organique et de petits invertébrés. À Manzanilla, on a constaté que ce poisson se nourrit de crabes de sable (Emerita portoricensis) et de petits bivalves (Donax denticulatus). Lorsqu'il cherche de la nourriture, il se déplace le long de la côte en grands groupes allant d'une douzaine à plus d'une centaine de poissons.
Comme les autres membres d’Anableps, cette espèce a des yeux divisés en deux lobes, ce qui lui permet de voir en même temps au-dessus et au-dessous de l'eau.
Ce poisson se distingue du sympatrique Anableps anableps par des écailles plus petites et plus nombreuses (76-83 par rapport à moins de 64 chez A. anableps).
Comme les autres membres de la famille des Anablepidae, cette espèce est ovoviviparité, les mâles portant un gonopode gauche ou droit et les femelles donnant naissance à des alevins déjà formé, l'incubation de l’œuf étant interne.

## Systématique
Le nom valide complet (avec auteur) de ce taxon est Anableps microlepis Müller & Troschel, 1844.
Anableps microlepis a pour synonymes :
- Anableps coarctatus Valenciennes, 1846
- Anableps elongatus Valenciennes, 1846

### Étymologie
Son épithète spécifique, microlepis, est la combinaison en grec ancien de  (micros), « petit », et de λεπίς (lepís), « écaille », et fait référence à ses écailles plus petites que celles d’Anableps anableps.